# Kalaparea
Kalaparea is een bestuurslaag in het regentschap Sukabumi van de provincie West-Java, Indonesië. Kalaparea telt 7911 inwoners (volkstelling 2010).